# Putiata
Putiata' (del ruso: Путя́та) fue el primer týsiatski de Nóvgorod de cuyo nombre es registrado por las crónicas del Rus'. De acuerdo a la Crónica de Ioakim, ejerció su cargo en tiempos del gran príncipe de Kiev Vladímir el Grande y cristianizó Nóvgorod junto con el obispo Joaquín Korsúnianin "por la espada", mientras que el posádnik Dobrynia lo hacía "por el fuego".